# Głuchołazy (gmina)
Głuchołazy est une gmina mixte du powiat de Nysa, Opole, dans le sud-ouest de la Pologne, sur la frontière avec la République tchèque. Son siège est la ville de Głuchołazy, qui se situe environ 18 km au sud de Nysa et 56 km au sud-ouest de la capitale régionale Opole.
La gmina couvre une superficie de 167,98 km2 pour une population de 25 706 habitants.

## Géographie
Outre sa capitale Głuchołazy, les localités qui composent le gmina sont : 
Biskupów,
Bodzanów,
Burgrabice,
Charbielin,
Gierałcice,
Jarnołtówek,
Konradów,
Markowice,
Nowy Las,
Nowy Świętów,
Podlesie,
Pokrzywna,
Polski Świętów,
Rudawa,
Sławniowice,
Stary Las,
Sucha Kamienica,
Wilamowice Nyskie.
La gmina borde les gminy de Nysa, Otmuchów et Prudnik. Elle est également frontalière de la République tchèque.